# Elecciones municipales de Cuba de 2002
Las elecciones municipales de Cuba de 2002 se celebraron el 20 y 27 de octubre de dicho año para elegir a los 14 946 delegados de las 169 Asambleas Municipales del Poder Popular. Dichas elecciones son de especial importancia, ya que las asambleas municipales y provinciales eligen a una parte de los miembros de la Asamblea Nacional del Poder Popular de Cuba, que finalmente elige al presidente del Consejo de Estado.

## Resultados
Los resultados de participación y distribución de delegados por provincia se resume en la siguiente tabla:
| Provincia           | Participación | Delegados electos |
| ------------------- | ------------- | ----------------- |
| Pinar del Río       | 97,04%        | 1285              |
| La Habana           | 98,53%        | 1091              |
| Ciudad de La Habana | 93,06%        | 1567              |
| Matanzas            | 96,34%        | 925               |
| Villa Clara         | 96,59%        | 1315              |
| Cienfuegos          | 97,08%        | 617               |
| Sancti Spíritus     | 96,31%        | 715               |
| Ciego de Ávila      | 96,14%        | 670               |
| Camagüey            | 95,38%        | 993               |
| Las Tunas           | 97,66%        | 800               |
| Holguín             | 95,78%        | 1472              |
| Granma              | 97,12%        | 1265              |
| Santiago de Cuba    | 95,14%        | 1321              |
| Guantánamo          | 95,60%        | 823               |
| Isla de la Juventud | 95,48%        | 87                |
| Total               | 95,75%        | 14 946            |

## Reacciones
El presidente de la Asamblea Nacional del Poder Popular, Ricardo Alarcón de Quesada, señaló que en dichas elecciones "no hay demagogia" y que en dichas elecciones se vota por "un compatriota, a un vecino que se compromete a trabajar por su gente". Por otra parte, la economista disidente Martha Beatriz Roque dijo que "las elecciones en Cuba no son elecciones porque uno no puede escoger".